# Paul Abraham

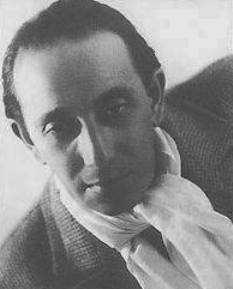
Paul Abraham

Paul Abraham (Apatin, 2 november 1892 – Hamburg, 6 mei 1960) was een Hongaars componist van operettes (13), musicals en filmmuziek.
Abraham studeerde van 1910 tot 1916 aan de Ferenc Liszt-Akademie voor muziek in Boedapest.
In 1933 emigreerde hij naar Parijs en later naar de Verenigde Staten. In 1956 keerde hij terug maar Europa en kwam in (toen nog) Bondsrepubliek Duitsland terecht.
Hoewel hij als operette-componist bekendheid verwierf, begon hij als serieuze klassieke componist. Hij componeerde onder meer een symfonie.

## Operettes
- Zenebona (1928) maakte hij met andere componisten
- Der Gatte des Fräuleins (1928)
- Es Geschehen noch Wunder (1929)
- Viktoria und ihr Husar (1930)
- Die Blume von Hawai (1931)
- Ball im Savoy (1932)
- Märchen im Grand-Hotel (1934)
- Viki (1935)
- Dschainach, das Mädchen aus dem Tanzhaus (1935)
- Roxy und ihr Wunderteam" (1936)
- Julia (1937)
- Der Weisse Schwan (1938)
- Zwei Glückliche Herzen" (?)
- Tambourin (nooit uitgevoerd)
- Wintermelodie (?)

## Filmmuziek
- Die Privatsekretärin (1931)
- Zwei glückliche Herzen (1932)